# 969
969 (CMLXIX) var ett normalår som började en fredag i den julianska kalendern.

## Händelser

### Oktober
- 28 oktober – Antiokia faller under Bysans.

### Okänt datum
- Boris II efterträder Peter I som tsar av Bulgarien.

## Födda
- Vilhelm V av Akvitanien
- Liu (kejsarinna) kinesisk regent.

## Avlidna
- 29 januari – Peter I, tsar av Bulgarien.
- 11 juli – Olga av Kiev, helgon i östortodoxa kyrkan.
- Nikeforos II, bysantinsk kejsare, mördad av Johannes I Tzimiskes.
- Muzong av Liao, kinesisk kejsare, mördad.